# Leopold Sternberg
Leopold Sternberg, také Leopold IV. Stanislav ze Sternbergu (celým jménem Leopold Stanislav František Jindřich Felix Maria hrabě ze Sternbergu; 21. května 1896 Častolovice – 1. listopadu 1957 Kingston) byl příslušníkem té části konopišťské větve šlechtického rodu Šternberků, která sídlila na zámcích v Častolovicích a v Zásmukách. Jako aktérovi a signatáři všech tří deklarací české šlechty v letech 1938 a 1939 mu byl za protektorátu zkonfiskován majetek, po válce odešel v roce 1948 s rodinou nejprve do USA a potom na Jamajku.

## Život
Narodil se jako nejstarší syn Leopolda III. Alberta Sternberga (1865–1937) a jeho manželky Franzisky z Larisch-Moennichu (1873–1933).
Dětství prožil převážně v Zásmukách, kde chodil i do obecné školy, aby se naučil česky. V první světové válce bojoval jako důstojník jezdectva a v bojích na Bukovině byl těžce zraněn. Měl prostřelenou nohu a hrozila mu amputace. Po návratu z lazaretu se ujal správy velkostatku v Zásmukách. V roce 1928 se oženil s Cecilií, rozenou hraběnkou Rewentlow-Criminil, a v roce 1936 se jim narodila ve Vídni dcera Diana. Po smrti otce převzal Leopold rodový majetek a přestěhoval se s rodinou do Častolovic.
Před druhou světovou válkou se Leopold Stenberg postavil otevřeně za českou státnost a proti nacismu – byl aktérem všech tří deklarací české šlechty v letech 1938 a 1939. Po příchodu Němců mu byl v roce 1942 majetek zkonfiskován a rodina se přestěhovala do Prahy.
V roce 1945 byl majetek vrácen, ale už v červenci musel Leopold Sternberg pronajmout zámek Zásmuky Československé armádě, která tam umístila sklady chemické jednotky. Na konci léta 1948 se Sternbergovi rozhodli emigrovat, s opuštěním republiky do Francie jim pomohl tehdejší americký velvyslanec v Československu Laurence Steinhardt. Statky v Zásmukách i Častolovicích byly znárodněny.
Po čtyřech měsících v Paříži odjeli do Spojených států amerických. Nejdříve bydleli v New Yorku a poté St. Petersburgu na západním pobřeží Floridy. Za oceánem sice rodina nebyla existenčně zajištěna tak dobře jako předtím, ale nakonec našli Sternbergovi své uplatnění a slušné živobytí na Jamajce. Manželé v Tan-Y-Brynu provozovali penzion a Cecilie si zařídila keramickou dílnu. V roce 1957 Leopold Sternberg zemřel v nemocnici v Kingstonu. Jeho manželka Cecilia se přestěhovala k dceři do Londýna.
Cecilia popsala své vzpomínky v knize Cesta, která má podtitul Paměti české aristokratky a je v tomto žánru velmi dobře hodnocena. Anglický originál “The Journey” vyšel v Londýně v roce 1977. Zámek v Častolovicích i zámek v Zásmukách, v roce 1982 částečně vyhořelý, byly po roce 1989 navráceny dceři Dianě (* 1936), provdané za Henryho Phippse (1931–1962).